# Grevillea alpina
Grevillea alpina är en tvåhjärtbladig växtart som beskrevs av John Lindley. Grevillea alpina ingår i släktet Grevillea och familjen Proteaceae. Inga underarter finns listade i Catalogue of Life.